# بنجامین مور اند کو
بنجامین مور اند کو(به انگلیسی: Benjamin Moore & Co.) که با نام‌های بنجامین مور پینتس(به انگلیسی: Benjamin Moore Paints) و بنجامین مور(به انگلیسی: Benjamin Moore) نیز شناخته می‌شود، شرکت شیمیایی آمریکایی فعال در تولید رنگ و پوشش‌های سطحی است که در سال ۱۸۸۳ میلادی تأسیس شد. دفتر این شرکت در مونتویل، نیوجرسی واقع شده و مالکیت آن در اختیار شرکت خوشه‌ای برکشایر هاتاوی است.